# Thierry de Saussure
Pour les articles homonymes, voir Saussure.
Thierry de Saussure, né le 24 avril 1934 à Genève et mort le 7 mai 2019 à Vandœuvres, est un psychanalyste et théologien suisse, professeur honoraire de l'université de Lausanne.

## Biographie
Thierry de Saussure est le fils de Jean de Saussure, pasteur à la cathédrale Saint-Pierre de Genève et l'un des pères spirituels de la communauté de Taizé. Son oncle, Raymond de Saussure, est l'un des fondateurs de la Société psychanalytique de Paris et l'un des pionniers de la diffusion des idées de Freud en Suisse romande.
Licencié en théologie et en psychologie, il est membre de la Société suisse de psychanalyse et de l'Association psychanalytique internationale.
Il est chargé de cours en 1969 à l'université de Genève. Il est professeur associé (1976-1991) puis professeur titulaire (1991-1999) à l'université de Lausanne où il enseigne la psychologie de la religion. Il est également chargé de cours à l'université de Neuchâtel. Ses cours et séminaires envisagent les rapports de la psychanalyse freudienne et de la foi chrétienne,. Il publie en 2009 L'inconscient, nos croyances et la foi chrétienne, ouvrage dans lequel il envisage les « deux expériences principales qui ont jalonné sa vie », la psychanalyse et la foi chrétienne,,,,.

## Activités associatives
En 1972, il devient membre de l'Association internationale d'études médico-psychologiques et religieuses, association catholique dont il sera le premier président non catholique en 1993. Il est co-éditeur des actes du congrès de 1993 de l'association, Les miroirs du fanatismes. Intégrisme, narcissisme et altérité,.

## Publications
- (co-éd.), Les miroirs du fanatismes. Intégrisme, narcissisme et altérité, Labor et Fides, 1996
- « Sentiments de culpabilité et signification du péché », Revue de théologie et de philosophie, vol. 116, III, p. 201-215, 1984.
- « Un mythe originaire de la honte : Adam et Ève », Revue française de psychanalyse, 2003/5, vol. 67, p. 1849-1854, [lire en ligne].
- L'inconscient, nos croyances et la foi chrétienne. Études psychanalytiques et bibliques, Cerf, 2009, 320 p.  (ISBN 9782204090162)